# Gugalanna

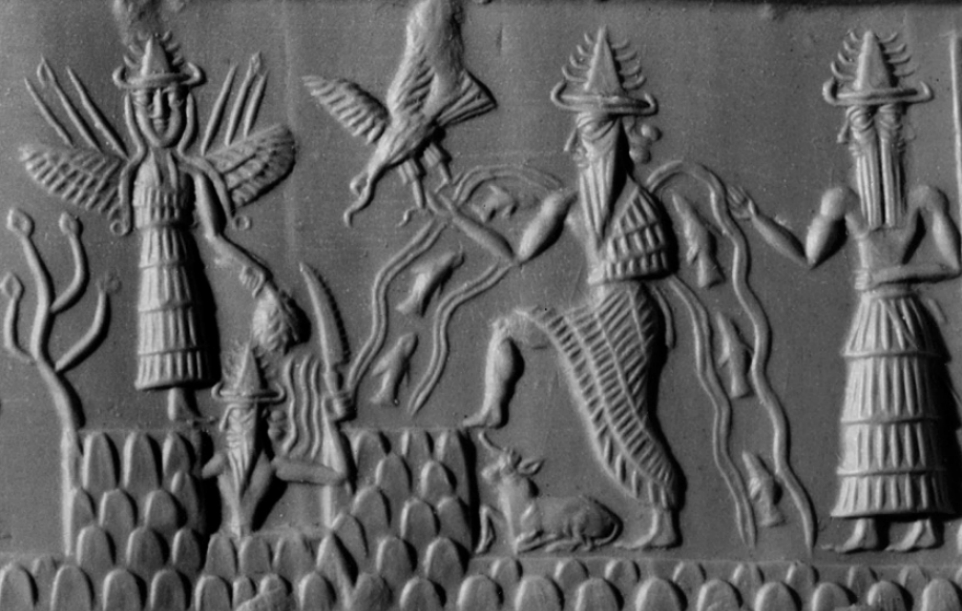
Sceau d'Adda représentant Enkidu et Innana.

Gugalanna est une divinité de la mythologie sumérienne, premier parèdre d'Ereshkigal la déesse des Enfers. Son nom signifie probablement « Inspecteur des canaux d'An » et peut être un nom alternatif d'Ennugi (en). Le fils d'Ereshkigal et Gugalanna est Ninazu.
Dans le texte de la Descente d'Inanna aux Enfers, Inanna, la déesse de l'amour, la beauté, le sexe et la guerre affirme au gardien Neti (en) qu'elle descend aux Enfers pour assister aux funérailles de « Gugalanna, le mari de ma sœur ainée Ereshkigal »,,. 
Certains universitaires considèrent qu'il est le Taureau céleste tué par Gilgamesh et Enkidu dans l’Épopée de Gilgamesh.